# Kazuki Hara
Kazuki Hara (原 一樹, Hara Kazuki) est un footballeur japonais né le 5 janvier 1985. Il évolue au poste d'attaquant.

## Palmarès
- Finaliste de la Coupe du Japon en 2010 avec le Shimizu S-Pulse
- Finaliste de la Coupe de la Ligue japonaise en 2008 avec le Shimizu S-Pulse
- Finaliste de la Coupe de la Ligue japonaise en 2011 avec les Urawa Red Diamonds